# 1845
Évszázadok: 18. század – 19. század – 20. század
Évtizedek: 1790-es évek – 1800-as évek – 1810-es évek – 1820-as évek – 1830-as évek – 1840-es évek – 1850-es évek – 1860-as évek – 1870-es évek – 1880-as évek – 1890-es évek
Évek: 1840 – 1841 – 1842 – 1843 –  1844 – 1845 – 1846 – 1847 – 1848 – 1849 – 1850

## Események
- március Floridát az USA 27. tagállamává nyilvánítják.
- március 1. – Az Amerikai Egyesült Államok kongresszusa elfogadja a Texas annektálásáról szóló határozatot.[1]
- december 11. - 1846 március 9. Az első angol-szikh háború.

## Az év témái

### 1845 a tudományban
- Párizs és Rouen között kiépül az első távíróvonal.
- Levegővel töltött szelepes gumiabroncs feltalálása.
- Ninive romjainak régészeti feltárása.
- Az elektromágnes első gyakorlati alkalmazásai.

### Művészet, tudomány
- január 29. – Ezen a napon jelent meg Edgar Allan Poe A holló című verse.
- Költői verseny zajlott Petőfi Sándor, Tompa Mihály és Kerényi Frigyes között.

## Születések
- január 7. – III. Lajos bajor király († 1921)
- február 3. – Károlyi István politikus, országgyűlési képviselő, az MTA tagja († 1907)
- március 3. – Georg Cantor matematikus († 1918)
- május 12. – Nyíri István magyar gépészmérnök, malomüzem- és fürdőalapító (keresztelési dátum; † 1922)
- június 7. – Auer Lipót hegedűs († 1930)
- július 4. – Szinyei Merse Pál festőművész († 1920)
- augusztus 27. – Lechner Ödön építész († 1914)
- október 18. – Klug Nándor orvos, fiziológus, az MTA tagja († 1909)
- november 1. – Gróf Teleki Sámuel magyar világutazó, az egyik legnagyobb magyar Afrika-kutató, MTA tagja († 1916)
- november 29. – Dóczy Lajos magyar író, költő, műfordító († 1919)
- augusztus 17. – Pártos Gyula építész († 1916)

## Halálozások
- május 11. – Carl Filtsch, zeneszerző és zongoraművész (* 1830)
- május 12. – Batsányi János, költő (* 1763)
- május 12. – August Wilhelm Schlegel, német költő, műfordító, műkritikus (* 1767)
- május 22. – Döme Károly, pozsonyi kanonok, a Magyar Tudományos Akadémia tiszteleti tagja, költő (* 1768)
- augusztus 21. – Vincent-Marie Viénot de Vaublanc, royalista francia politikus, képviselő, belügyminiszter és író (* 1756)
- augusztus 25. – Antoine Risso, francia-olasz természettudós (* 1777)
- szeptember 4. – Pierre-Paul Royer-Collard, francia jogász, filozófus és politikus (* 1763)
- október 18. – Jean-Dominique Cassini francia csillagász (* 1748)
- október 19. – Takács Éva, író, Karacs Ferenc rézmetsző felesége (* 1780)
- november 1. – Ajkay Pál, Vas megyei táblabíró (* 1772)
- november 2. – Bakody József, magyar orvos (* 1792)
- december 25. – Wilhelm Friedrich Ernst Bach, német zeneszerző (* 1759)